# Wöllstein
Wöllstein là một đô thị thuộc huyện Alzey-Worms, bang Rheinland-Pfalz, Đức. Đô thị này có diện tích 12 km². Đô thị này có khoảng cách khoảng 8 km về phía đông nam Bad Kreuznach, và 30 km về phía tây nam Mainz.
Wöllstein là thủ phủ của Verbandsgemeinde ("đô thị tập thể") Wöllstein.

## Người dân nổi bật
- Grigori Ivanovitch Langsdorff, nhà từ nhiên
- Helene Fischer, ca sĩ nhạc pop

## Thị xã kết nghĩa
- Barsac (Pháp)
- Great Barford (Vương quốc Anh)